# Луций Юлий Мессала Рутилиан
Луций Юлий Мессала Рутилиан (лат. Lucius Iulius Messala Rutilianus) — римский политический деятель второй половины II века.

## Биография
О происхождении Рутилиана не осталось никаких сведений. Из одного сохранившегося фрагментарно военного диплома, обнаруженного в Нижней Паннонии, следует, что в 192 году Рутилиан занимал должность консула-суффекта вместе с Гаем Эмилием Севером Кантабрианом. Кроме того, его идентифицируют с неким Рутилианом, упоминаемым в письме императора Каракаллы от 215 года в качестве консуляра Ликии. П. М. М. Леуниссен полагает, однако, что он был консуляром Киликии. Дальнейшая биография Рутилиана неизвестна.